# Neckarsulm
Neckarsulm (MAF: /nɛkaʁˈzʊlm/, posłuchajⓘ) – miasto w Niemczech, w kraju związkowym Badenia-Wirtembergia, w rejencji Stuttgart, w regionie Heilbronn-Franken, w powiecie Heilbronn, siedziba wspólnoty administracyjnej Neckarsulm. Leży nad Neckarem, ok. 5 km na północ od Heilbronn, przy autostradzie A6 i drodze krajowej B27, przy ujściu rzeki Sulm do Neckar.
W Neckarsulm znajduje się fabryka samochodów Audi, siedziba przedsiębiorstwa z branży ochrony środowiska PreZero, a także główna siedziba sieci supermarketów średniej wielkości Lidl oraz hipermarketów Kaufland.
W mieście jest stacja kolejowa Neckarsulm.
Międzynarodowe miejscowości partnerskie:
- Bordighera, Włochy
- Budakeszi, Węgry
- Carmaux, Francja
- Grenchen, Szwajcaria
- Zschopau, Saksonia

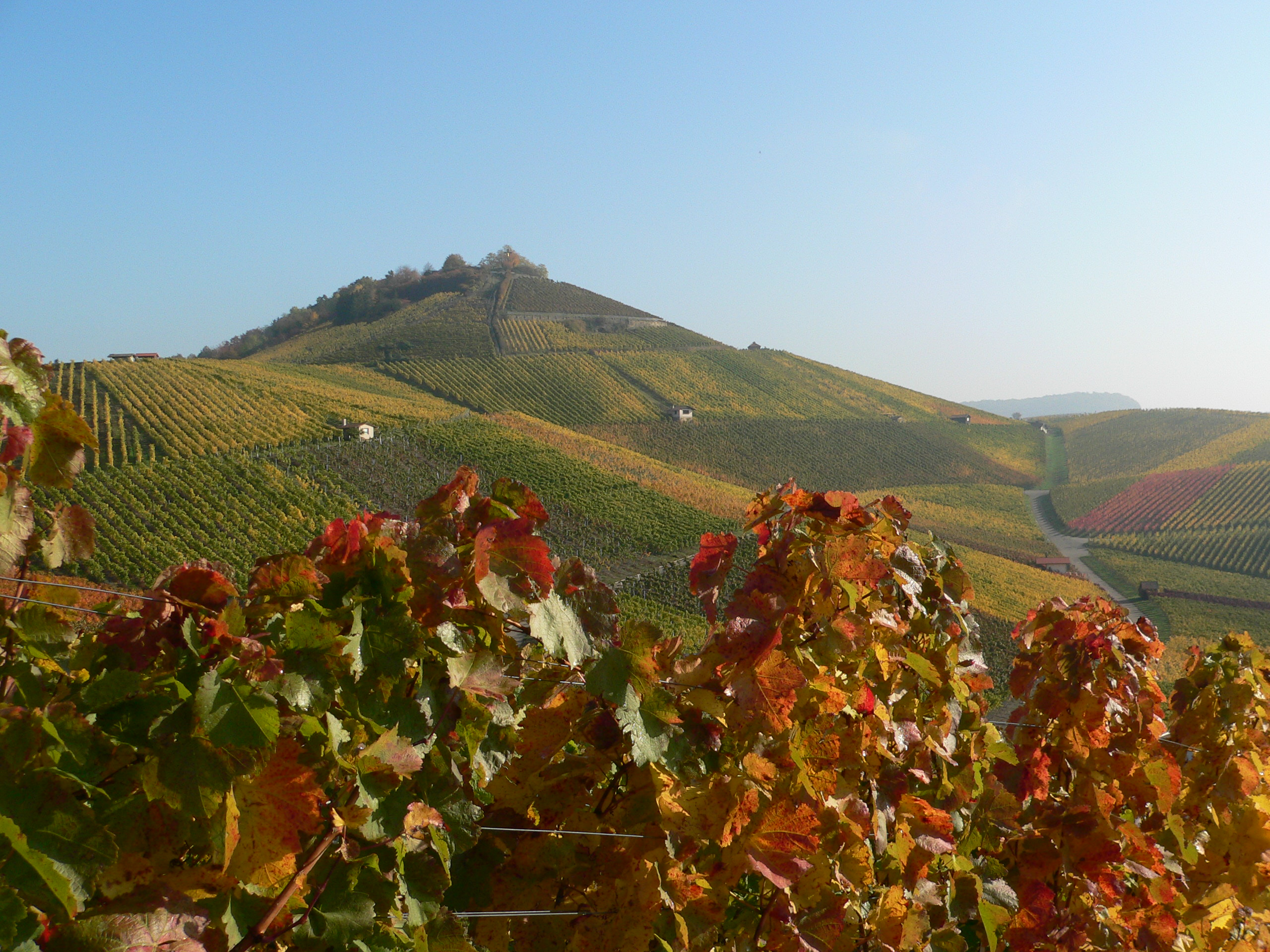
Winnice
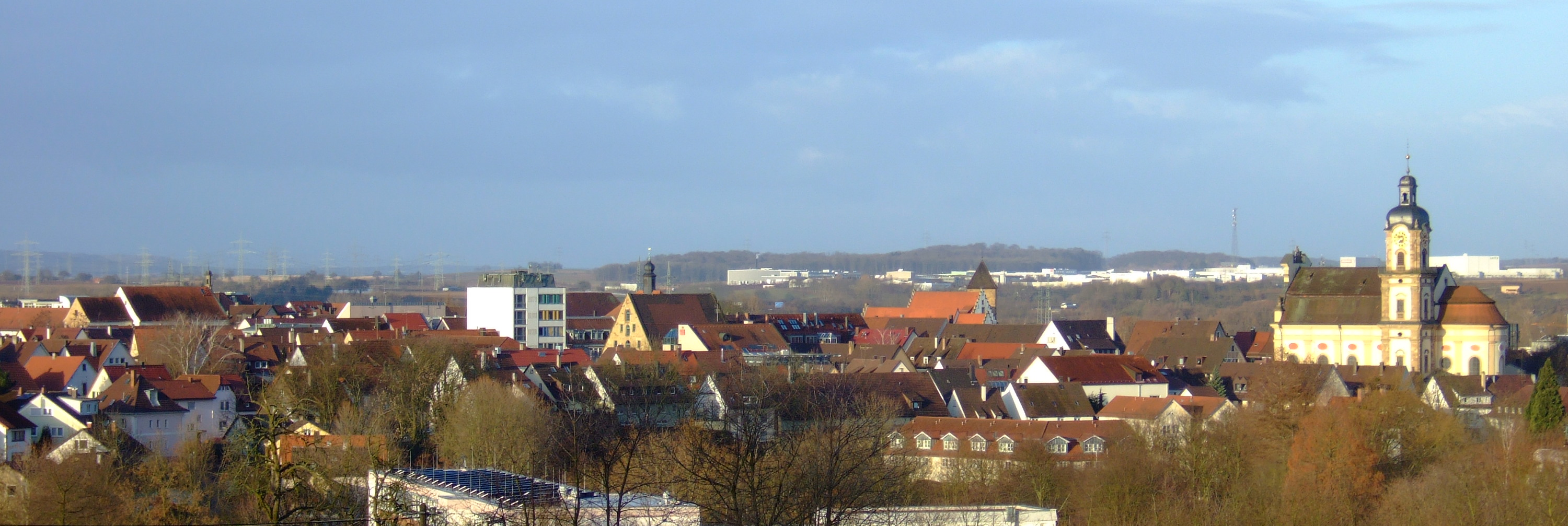
Panorama
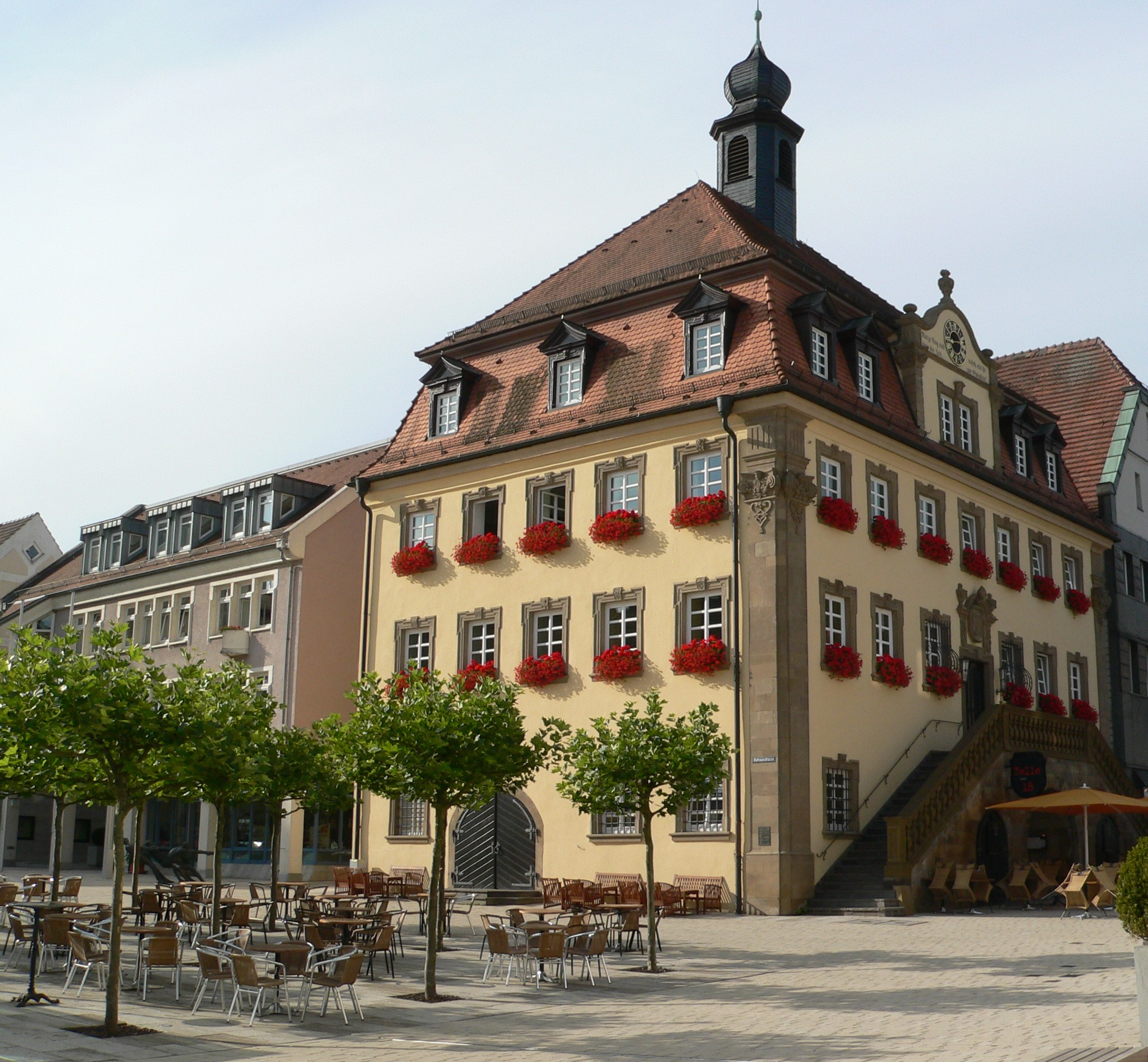
Ratusz
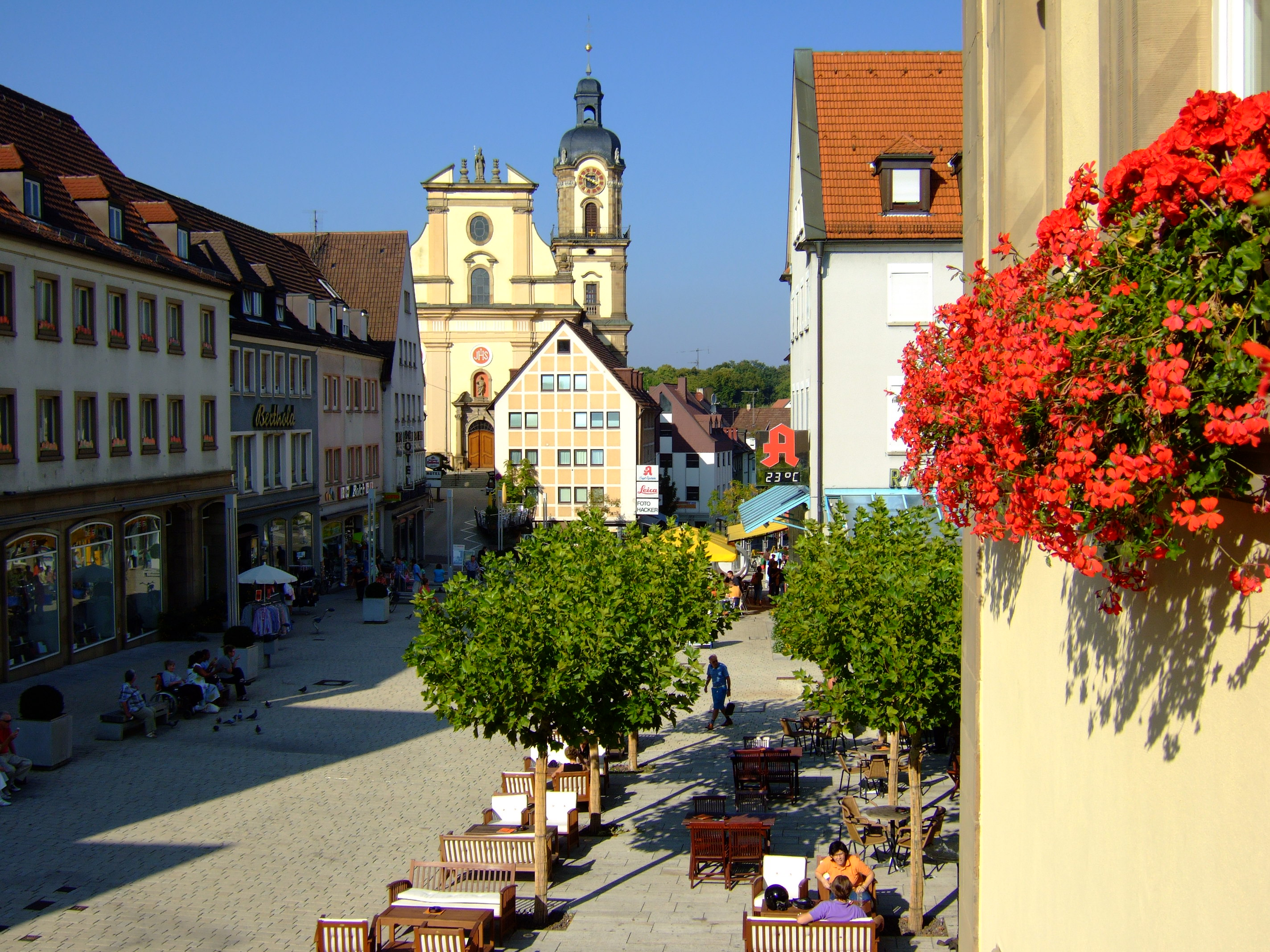
Deptak
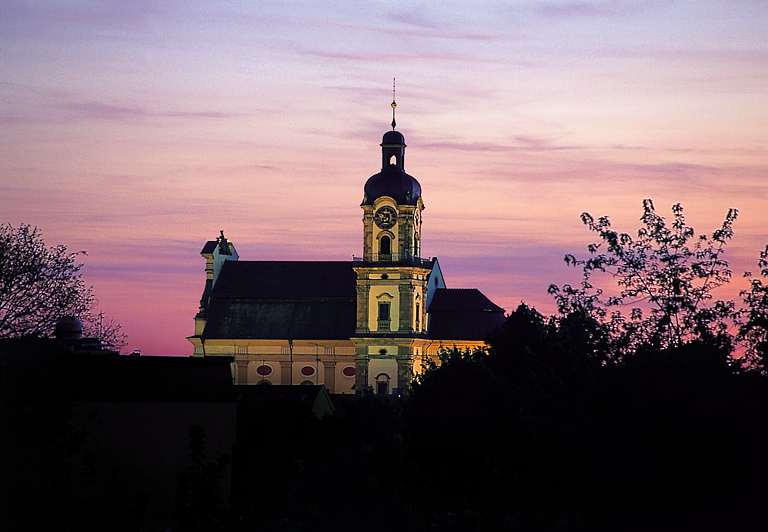
Kościół pw. św Dionizego St. Dionysius